# Sladtjärnen, Värmland
Sladtjärnen är en sjö i Årjängs kommun i Värmland och ingår i Göta älvs huvudavrinningsområde. Sjöns area är 0,015 kvadratkilometer och den befinner sig 238 meter över havet.